# Pezichthys nigrocilium
Pezichthys nigrocilium är en fiskart som beskrevs av Last och Gledhill 2009. Pezichthys nigrocilium ingår i släktet Pezichthys och familjen Brachionichthyidae. Inga underarter finns listade i Catalogue of Life.